# Bernhard Simon (Unternehmer)
Bernhard Simon (* 1960 in Kempten (Allgäu)) ist ein deutscher Unternehmer und Wirtschaftsmanager. Er war bis Ende 2020 Vorstandsvorsitzender des internationalen Logistikdienstleisters Dachser.

## Leben
Simon ist ein Enkel von Thomas Dachser und Neffe der Psychoanalytikerin Christa Rohde-Dachser. Nach dem Abitur in Kempten absolvierte er eine Ausbildung zum Speditionskaufmann bei Dachser. 1987 schloss er das Studium der Betriebswirtschaft an der Universität Nürnberg mit Diplom ab. Im Jahr 1996 absolvierte er ein Senior Executive Programm in Harvard.
1989 stieg Simon als Projektleiter für europäische Verkehre bei Dachser ein. 1993 wurde er Bereichsleiter für die europäische Speditionsorganisation. Seit 1995 war er Bereichsleiter Unternehmensentwicklung, von 1996 an verantwortlich für die gesamte europäische Verkaufsorganisation, zuerst als Bereichsleiter, ab 1999 als Mitglied der Geschäftsleitung.
Am 1. Januar 2005 wurde Bernhard Simon Sprecher der Geschäftsführung und vertrat damit nach 15 Jahren externer Leitung die dritte Generation seiner Familie an der Unternehmensspitze.
Simon war maßgeblich an der Expansionsstrategie von Dachser seit 2006, ihrer Umsetzung und der Integration akquirierter Unternehmen in die Unternehmensstruktur beteiligt. Er internationalisierte das Familienunternehmen durch organisches Wachstum und Zukäufe. Besonders zu erwähnen sind die Akquisitionen der großen Landesorganisationen Frankreich mit Graveleau im Jahr 1999 und Spanien mit Azkar Ende 2012.
Ende 2020 zog sich Simon aus der operativen Geschäftsführung zurück und übernahm 2021 die Rolle des Verwaltungsratsvorsitzenden bei Dachser. Burkhard Eling, damaliger Finanzchef von Dachser, übernahm den Vorsitz des Vorstands.

## Wirken
2004 trieb Bernhard Simon gemeinsam mit Werner Kirsch die Entwicklung einer modernen Corporate Governance-Struktur bei Dachser voran, die 2007 in einen neuen Gesellschaftervertrag mündete.
Das Familienunternehmen leitete er nach dem Motto „Zuerst das Unternehmen, dann die Familie“. Dachser gehörte unter seiner Führung zu den 50 größten deutschen Familienunternehmen.

## Gesellschaftliches Engagement
Bernhard Simon engagiert sich für das Kinderhilfswerk terre des hommes, im Jahr 1988 leitete Bernhard Simon u. a. für eine lokale Organisation ein mehrmonatiges Entwicklungshilfeprojekt in Brasilien.
Angesichts der Flüchtlingsströme nach Europa und der immer neuen Tragödien auf dem Mittelmeer fordert Simon ein Umdenken bei der Einwanderungspolitik.
Logistikdienstleister sollen durch Sicherheitsvorkehrungen dem Schleusertum in den Herkunftsländern entgegentreten und hierzulande jungen Flüchtlingen, bei der Integration helfen.

## Auszeichnungen
Bernhard Simon erhielt 2008 von der Deutschen Verkehrszeitung den Logistics, Excellence, Optimisation-Award (LEO) in der Kategorie „Unternehmer des Jahres“. Ebenfalls 2008 kürten die INTES Akademie für Familienunternehmen und die Zeitschrift Impulse Bernhard Simon zum „Familienunternehmer des Jahres“. Im Oktober 2019 nahm Bernhard Simon stellvertretend für Eigentümerfamilie und Unternehmen den „Global Family Business Award“ der IMD Business School entgegen.